# Gintautas Bužinskas

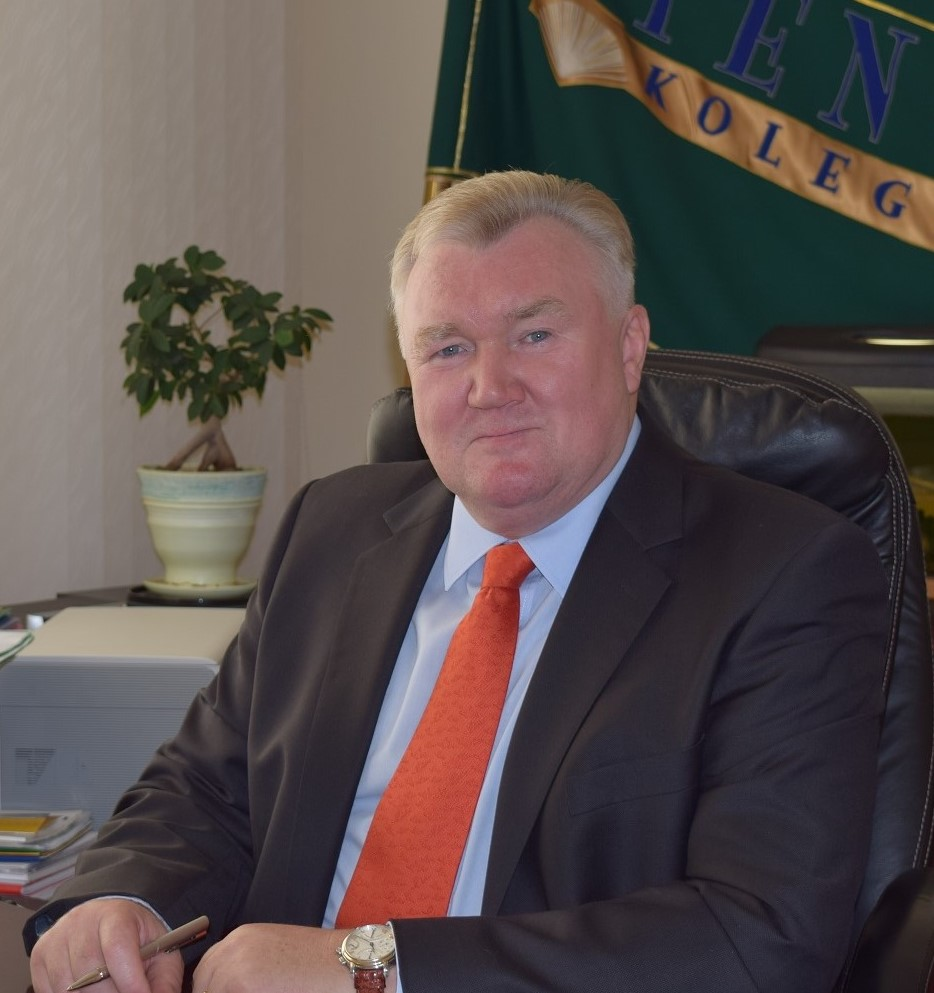
Gintautas Bužinskas

Gintautas Bužinskas (* 22. März 1960 in Kaltanėnai, Rajongemeinde Švenčionys) ist ein litauischer Jurist, Rechtswissenschaftler (Arbeitsrechtler und Zivilrechtler), Professor der Mykolas-Romer-Universität, und ehemaliger Politiker (Justizminister Litauens).

## Leben
Gintautas Bužinskas studierte von 1978 bis 1983 Jura an der Universität Vilnius. Er promovierte in der Aspirantur an der Rechtsfakultät der Universität Moskau (1984–1988). Danach arbeitete an der Universität Vilnius.
2004 wurde er für die Darbo partija in den Seimas gewählt und war bis 2006 Justizminister im Kabinett Brazauskas II.
Von 2006 bis 2008 war er wieder Dozent an der Universität Vilnius. Vom 18. März 2008 bis 2013 wurde er zum Direktor des Kollegiums Utena gewählt. Seit 2012 ist er Professor im Lehrstuhl für Arbeitsrecht und Sozialschutz der Rechtsfakultät der Mykolas-Romer-Universität
Gintautas Bužinskas ist verheiratet und hat drei Kinder.
Sein Vater ist Petras Bužinskas, Förster und ehemaliger Politiker, Vizeminister, stellvertretender Forstwirtschaftsminister Litauens.